# Drapeau de la région de Bruxelles-Capitale
Pour les articles homonymes, voir Drapeau de Bruxelles.
Le drapeau de la région de Bruxelles-Capitale originel était composé d'un iris des marais jaune, cerclé de blanc, sur un fond bleu. Il a été adopté le 16 mai 1991. Il était également le drapeau de la Commission communautaire commune.
En 2015, un nouveau drapeau, présentant l'iris typique stylisé a été adopté .

## Origine et symbolique

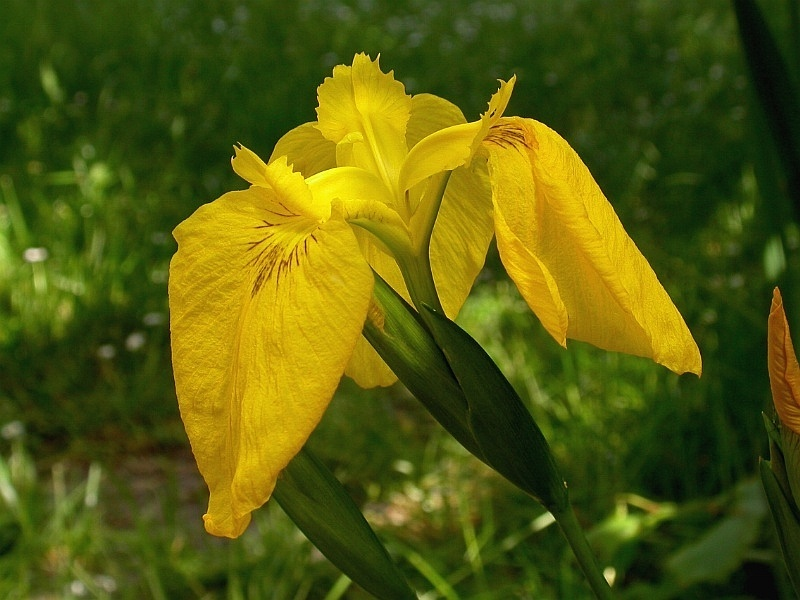
Un Iris pseudacorus

Selon la légende, l'iris des marais poussait en abondance autour des remparts de Bruxelles et a offert une victoire clef au duc de Brabant : sachant que cette plante ne pousse que dans les eaux peu profondes, ses troupes savaient où galoper à travers les zones inondées alors que ses adversaires se noyèrent en tentant de traverser le marais. 
La région de Bruxelles-Capitale, consacrée le 18 juin 1989, a opté pour l'iris comme symbole le 5 mars 1991. Le design spécifique n'a été choisi qu'après un concours public où le dessin de Jacques Richez a été choisi.

## Ancien drapeau

Le drapeau utilisé de 1991 à 2015

Un nouveau drapeau a été proposé en octobre 2014 au parlement bruxellois et adopté le 9 janvier 2015 par 46 oui, 30 non et 3 abstentions.

## Drapeaux dérivés
Le drapeau bruxellois est mêlé avec le drapeau wallon pour former celui de la Commission communautaire française et avec le flamand pour former celui de la Commission communautaire flamande.

Drapeau de la COCOF
Drapeau de la COCON